# Archigallo

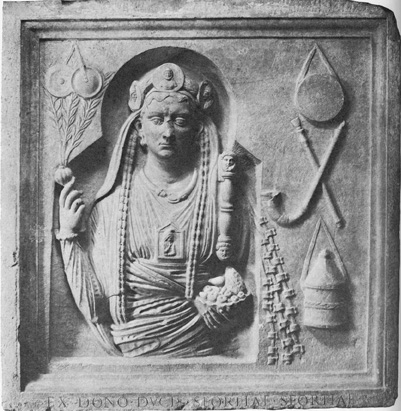
Relieve funerario de un archigalo.

El archigalo o archigallo era el jefe de los galos o gran sacerdote de Cibeles, que por lo regular pertenecía siempre a una familia distinguida. 
Una estatua antigua le representa vestido con una túnica larga y un gran manto un tanto levantado; pende de su cuello un collar que le baja hasta el pecho terminado con dos medallas, representando una cabeza de Atis cada una de ellas. Debajo del pecho se ve el fronstipicio de un templo en cuya entrada está la diosa Cibeles, con su corona almenada y la torre en el centro. A un lado tiene a Júpiter con el rayo y la pica y al otro a Mercurio con el caduceo. Remata el frontis con la figura de Atis, recostado, con su gorro frigio y bastón augural.